# X-型小行星
X-群小行星是幾種光譜非常類似，但是仍有不同成分的族群。

## 托連分類
在托連分類的X-群包含以下類型：
- E-型
- M-型，最大的一群
- P-型

由於在這個系統之內要以反照率來區分上述的幾種類型是非常困難的，所以有些X-群小行星沒有反照率的資訊，50 貞女星就是一個例子。

## SMASS分類
SMASS分類不使用反照率，但是有幾個光譜類型在電磁頻譜的基礎上有顯著的特徵，這是使用在托連計畫的寬頻ECAS巡天在可見光部分難以捉摸的。
X-群包含下列的類型：
- 核X-型包含大部分"典型"光譜型的小行星
- Xe-型小行星的光譜在0.49μm周圍有廣泛和溫和(適度)的吸收帶。有人認為這顯示有隕硫鐵（FeS），使這一型的小行星和托連分類法中的E-型有所關聯。
- Xc-和Xk-型小行星：包含寬廣的光譜凸起特色，範圍在0.55 μm至0.8μm（也就是說在這個範圍內的通量[錨點失效]增加）。這些光譜往往是介於核X-型和C型和K-型。除了來自Xe-型，沒有顯著的關聯性顯示SMASS是拆解托連分類法的E型、M型和P型。X-群中所有的類型包含了E型、M型或P型等小行星類型的混合。